# Michael Morgan (schlagerzanger)
Michael Morgan, burgerlijke naam Michael Lamboley (Merzig, 10 maart 1968) is een Duitse schlagerzanger.

## Levensloop
Michael Morgan werd geboren en groeide op in het Duitse plaatsje Merzig, in de deelstaat Saarland. Na zijn schooltijd volgde hij eerst een opleiding tot bakker. In 1986 nam hij zijn eerste eigen single op: Nimm mein Herz. Zijn echte doorbraak volgde in 1991 met de single Zuerst kam die Sonne, een remake van een gelijknamige hit uit 1971. In 1993 bereikte hij de 11e plaats in de hitparade van ZDF, daarna was hij te gast in verschillende televisieshows. In 1995 later boekte hij ongekend succes met de single Komm zurück zu mir, een remake van de toenmalige megahit Back for good van Take That. In 1998 nam hij voor het laatst deel aan het in Offenburg gehouden jaarlijkse Schlagerfestival, en bereikte toen de 11e plaats met de single Zugegeben.
In 1996 leerde hij tijdens een van zijn tournees zangeres Rosanna Rocci kennen, met wie hij in 1997 trouwde en een zoon kreeg. In juni 2012 volgde een scheiding. Hij had al een dochter uit een eerdere relatie.
Sinds 1999 trad hij niet meer uitsluitend alleen op, maar soms ook samen met zijn vrouw. Hun eerste gezamenlijke hit was Ich gehör zu Dir, waarmee ze in 1999 de Gouden Muze wonnen.
Sinds 2008 is hij lid van Gloriella Music. Met de single Die Frau in meinen Träumen bereikte hij in 2008 de eerste plaats in de Hitzomernacht van MDR.

## Discografie

### Singles
- 1986: Nimm mein Herz
- 1991: Zuerst kam die Sonne
- 1993: Komm steh wieder auf
- 1995: Komm zurück zu mir
- 1998: Zugegeben
- 1999: Ich gehör zu Dir
- 2001: Du weisst dass ich dich liebe
- 2004: Komm geh mit mir nach Kanada
- 2005: Ich hab nicht einen Augenblick mit Dir bereut
- 2005: Das geht vorbei
- 2005: Manchmal spür ich Deinen Atem
- 2008: Du bist die Frau in meinen Träumen
- 2008: Träumen von Liebe
- 2008: Die Liebe weint

### Albums
- 1990: Wie Fackeln im Sturm
- 1992: Für einmal und für immer
- 1994: Seit wir uns lieben
- 1995: Hier und jetzt
- 1997: Liebeslieder
- 1999: Nur die Liebe Bleibt
- 1999: Ich gehör' zu dir
- 1999: Zeit für dich
- 2001: Glück ist
- 2002: Michael Morgan
- 2002: Zeit für Dich
- 2002: Jenseits vom Paradies
- 2005: Es geht immer nur um Liebe
- 2008: Träumen von Liebe

- 2011: Immer wieder du
- 2013: Authentisch
- 2014: Mit Ecken und Kanten
- 2016: Besser

### Compilaties
- 1996: Meine schönsten Lieder
- 1997: Liebeslieder
- 2000: Erfolge
- 2001: Ich lebe für dich (met Rosanna Rocci)
- 2003: Candlelight zu zweit
- 2004: Felicita – Liebe hautnah (mit Rosanna Rocci)
- 2008: Engel lässt man niemals gehen – Meine großen Erfolge
- 2013: Seine größten Hits
- 2018: My Star